# Oljefågel
Oljefågel (Steatornis caripensis) är en nattaktiv fågel som ensam placeras i familjen oljefåglar (Steatornithidae). Sydamerikas ursprungsbefolkning utvinner fett från arten, vilket gett den dess trivialnamn på svenska och flera andra språk.

## Utseende

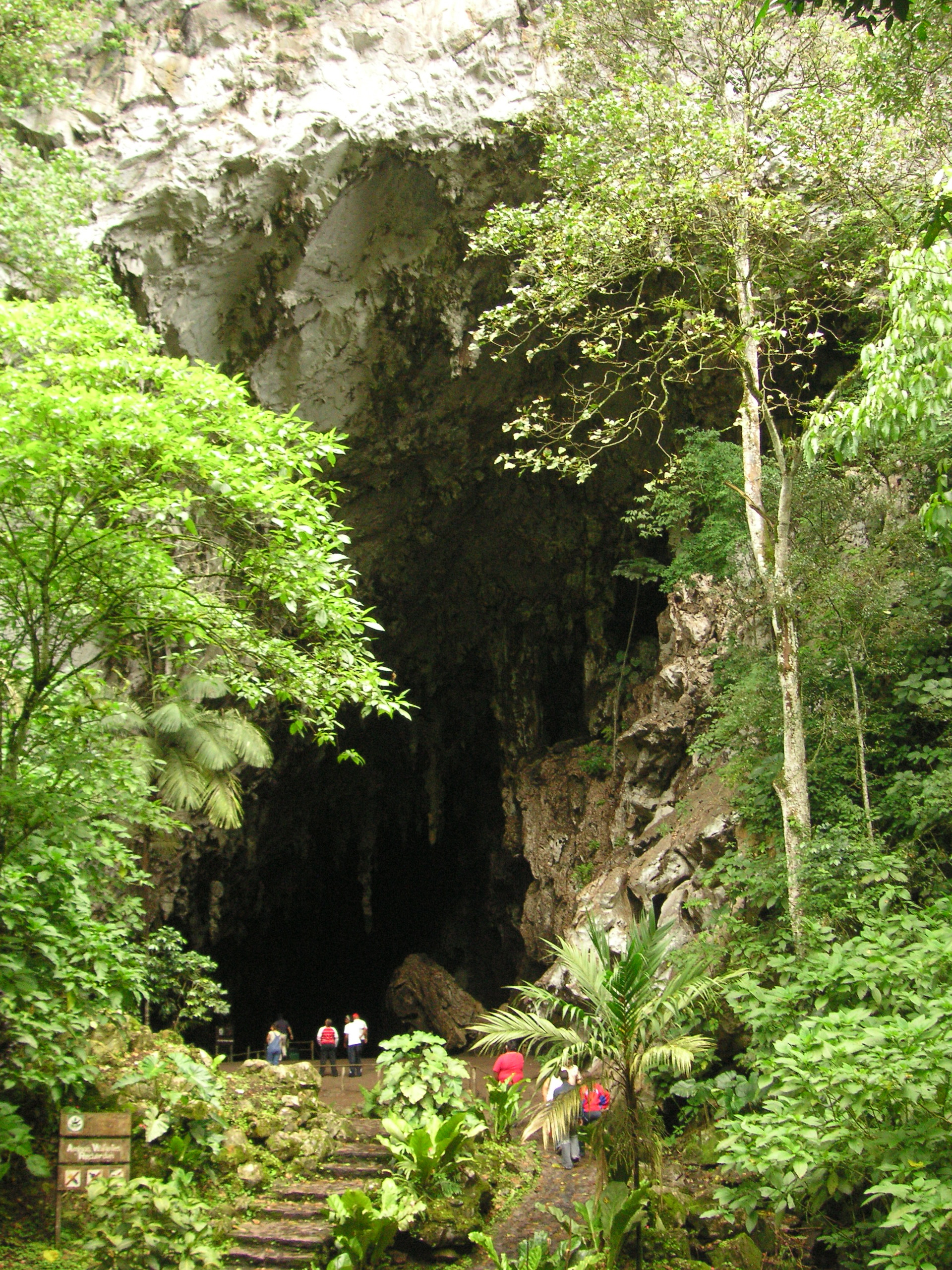
En av oljefågelns häckningsplatser, Cueva del Guácharo.

Oljefågeln är en stor fågel, cirka 41–48 cm lång, med krokig näbb, styva stjärtfjädrar och långa vingar. Den väger 350–375 gram. Fjäderdräkten, som är lika för honor och hanar, är rödbrun med vita fläckar i nacken och på vingarna. Oljefågelns fötter är små och duger enbart till att klänga sig fast vid lodräta ytor.

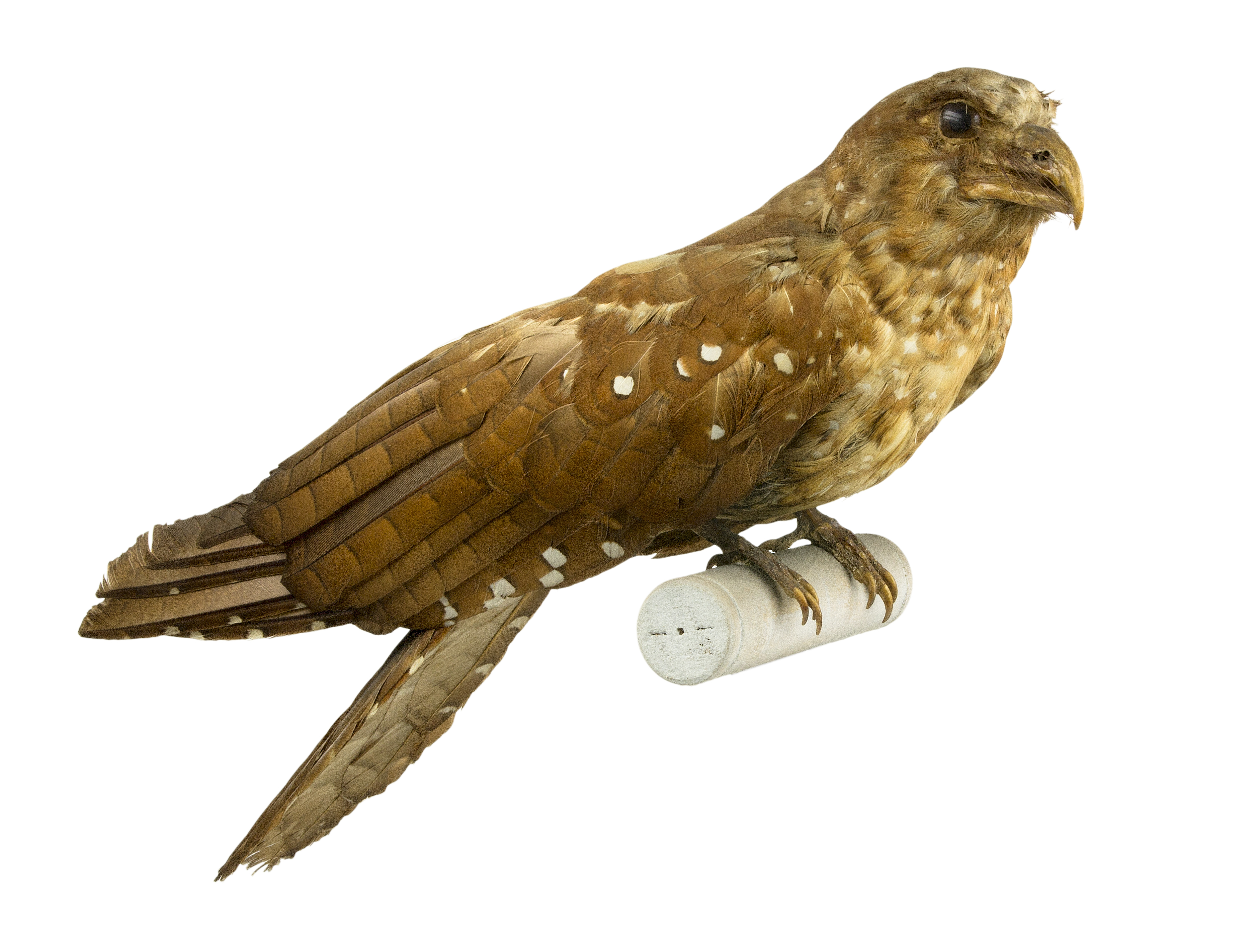
Steatornis caripensis

## Utbredning
Oljefågeln lever i norra delarna av Sydamerika, från nordvästra Colombia och ön Trinidad till östra Venezuela, Peru och Bolivia. Den föredrar skogig mark med grottor. Oljefågeln är en flyttfågel och lämnar häckningsgrottorna i jakt på fruktträd. Den har vid ett fåtal tillfällen skådats i Costa Rica, Panama och Aruba.

## Ekologi
Oljefågeln är nattaktiv, och i motsats till de flesta övriga skärrfåglarna, som är insektsätande, lever den på oljepalmens och olika tropiska lagerväxters frukter. Fågeln kan vända snabbt och stå still i luften, vilket gör att den med lätthet kan ta sig fram i de grottor där den föredrar att häcka. Oljefågeln navigerar med hjälp av ekolokalisering och den producerar klickningar som varar 40-50 millisekunder.

## Status och hot
Oljefågelns antal uppskattas till mellan 20 000 och 50 000 vuxna individer, och har minskat något de senaste decennierna, men enligt internationella naturvårdsunionen IUCN klassas den som livskraftig (LC).